# Lexington (Karolina Południowa)

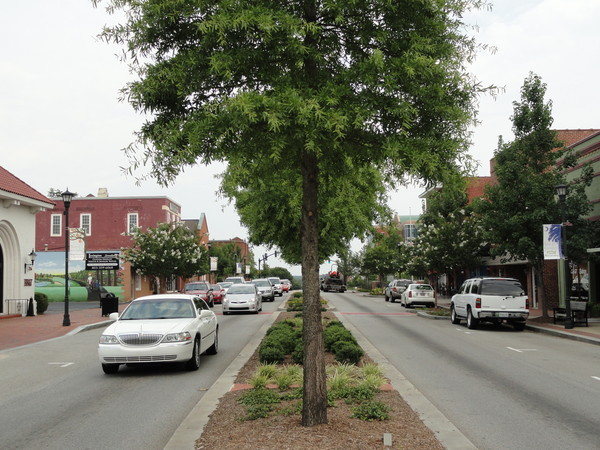
Lexington

Lexington – miasto w Stanach Zjednoczonych, w stanie Karolina Południowa, siedziba administracyjna hrabstwa Lexington.